# Алберт Риера
Алберт Риера Ортега (на испански: Albert Riera Ortega) е испански професионален футболист, ляв полузащитник. Той играе за английския Ливърпул. Висок е 187 сантиметра.
Риера започва професионалната си кариера в Майорка, като през 2003 година печели Купата на Краля. За трите си сезона в тима от Балеарските острови Алберт записва 46 мача за първенство и 6 попадения. През лятото на 2003 крилото преминава във френския Бордо, където се превръща в неизменен титуляр (53 мача и 4 гола за първенство). След два сезона в Аквитания Риера се завръща в Испания, като облича фланелката на Еспаньол. В „каталунския“ клуб халфът играе в продължение на три година, като записва 72 срещи и 8 попадения. През януари 2006 година футболистът е даден под наем на английския Манчестър Сити, където остава само за един полусезон (15 мача и 1 гол в Премиърлийг).
На 1 септември 2008 (последният ден от летния трансферен прозорец) Риера подписва четиригодишен договор с Ливърпул, като трансферната сума, платена на Еспаньол, е 8 милиона паунда. Алберт прави дебюта си в лигата на 13 септември, когато 72 минути при домакинската победа срещу големите съперници Манчестър Юнайтед с 2:1. Първият си гол испанецът отбелязва на 18 октомври в домакинството на Уигън (3:2). В първия си сезон на „Анфийлд“ полузащитникът изиграва 25 срещи и отбелязва 3 гола в английското първенство (Ливърпул завършва втори с 86 точки, с 4 по-малко от шампиона Манчестър Юнайтед).
На 13 октомври 2007 година Риера прави дебюта си за националния отбор на Испания в квалификацията за Евро 2008 срещу Дания (победа за „фуриите“ с 3:1, като Алберт бележи единия гол). Играчът на „мърсисайдци“ не попада в състава на Луис Арагонес за Европейското първенство в Австрия и Швейцария, който впоследствие печели турнира. Към май 2009 година Риера има 8 мача и 2 гола за Испания.